# Лежево
Ле́жево (Лежевское, Кукомозеро, Ужнозеро) — озеро в Беломорском районе Карелии. Озеро вытянуто с северо-востока на юго-запад на 12 км, площадь 29,7 км², площадь водосборного бассейна — 1570 км². Через озеро протекает река Охта.
Также из Лежево вытекает протока без названия, которая, протекая через озёра Пебозеро и Хизиярви, впадает в озеро Воронье, в которое впадает река Средняя Охта, а вытекает уже Нижняя Охта.
В юго-восточную оконечность Лежево впадает протока, несущая воды из озёр Маслозера и Топорного.
На берегу озера раньше стояла деревня с одноимённым названием.

## Данные государственного водного реестра
- Код водного объекта: 02020001011102000006516
- Бассейновый округ: Баренцево-Беломорский бассейновый округ (2)
- Речной бассейн: Бассейны рек Кольского полуострова и Карелии, впадающих в Белое море (2)
- Речной подбассейн: нет (0)
- Водохозяйственный участок: Кемь от Кривопорожского гидроузла до устья (10)